# Debre Mariam
El Debre Mariam es un monasterio en el país africano de Eritrea, fundado por Abba Absadi, discípulo del monje Ewostatewos entre 1340-1350. El monasterio está situado en la confluencia de los ríos Obel y Gash. Desde su fundación, el monasterio adquirió una biblioteca de manuscritos extravagantes. Debre Mariam fue el monasterio preeminente en Eritrea hasta Debre Bizen lo superó. 